# مستصفرة الكوديم
مستصفرة الكوديم (الاسم العلمي: Xanthomonas codiaei) هي نوع من البكتيريا يتبع جنس المستصفرة من الفصيلة المستصفرية.